# Стухулец
Стухулец (рум. Stuhuleț) — село в повіті Васлуй у Румунії. Входить до складу комуни Березень.
Село розташоване на відстані 268 км на північний схід від Бухареста, 35 км на південний схід від Васлуя, 90 км на південний схід від Ясс, 110 км на північ від Галаца.

## Населення
За даними перепису населення 2002 року у селі проживали 297 осіб, усі — румуни. Усі жителі села рідною мовою назвали румунську.